# Skogsholmen, Valdemarsvik
```

```

Skogsholmen är en ö i Östra Eds socken, Valdemarsviks kommun, nordväst om Stora Askö och söder om Åsvikelandet. Ön har en yta på 7,5 hektar.
Skogsholmen fick bofast befolkning 1913 då en stuga flyttades över hit från fastlandet. En fiskarfamilj är ännu verksam på ön, därutöver finns två fritidshus. Ön är mycket kuperad med bergsknallar. Den är huvudsakligen beväxt med blandskog.